# Joseph Yorke
Sir Joseph Yorke, Lord Dover (ur. 24 czerwca 1724, zm. 4 grudnia 1792) – brytyjski generał i dyplomata.
Ojcem Josepha Yorke'a był Philip Yorke, 1. hrabia Hardwicke, a matką Margaret Cocks. Tytuł 2. hrabiego Hardwicke odziedziczył jednak jego starzy brat. Sir Joseph poślubił Dunkę Christine Charlotte Margaret de Stocken (Lady Dover) 22 czerwca 1783 roku. Nie mieli dzieci.
Joseph był adiutantem (aide-de-camp) Księcia Cumberlandu (bitwa pod Fontenoy (1745), bitwa pod Culloden (1746). Jako "Sir" Joseph Yorke, został w 1751 roku brytyjskim posłem  w Hadze (minister), gdzie pozostał przez wiele lat. W 1761 roku podwyższono jego rangę dyplomatyczną i został ambasadorem zwyczajnym. Misje dyplomatyczną w Holandii pełnił, aż do 1780 roku.
W 1777 roku, Sir Joseph, jako ambasador brytyjski, zażądał by gubernator John de Graaff został zwolniony, za to, że pozdrowił (uznając ją tym samym) flagę USA.  Amerykanin John Adams, dyplomata i późniejszy prezydent, pamiętał o tym i ze szczególną satysfakcją usłyszał w kwietniu 1782 roku deklaracje uznania USA przez Holandię, co uznał za największy sukces w życiu:  "One thing, thank God is certain," he wrote; "I have planted the American standard at the Hague. There let it wave and fly in triumph over Sir Joseph Yorke and British pride."
Stanisław August Poniatowski znał dobrze Yorke'a i jego ród, którzy często odgrywali wobec Stanisława rolę quasi-mecenasów i dostarczycieli listów polecających, gdy jako młody polski książę podróżował po Zachodzie.